# LOLA landscape architects
LOLA landscape architect is een Nederlands architectenbureau met hoofdkantoor in Rotterdam. LOLA staat voor LOst LAndscapes.
Het bureau werd in 2006 opgericht door Eric-Jan Pleijster, Cees van der Veeken en Peter Veenstra en telt totaal zo'n 40 werknemers. Het bureau is gespecialiseerd in landschapsarchitectuur.